# Lepturges alboscriptus
Lepturges alboscriptus es una especie de escarabajo longicornio del género Lepturges, categorizada en la tribu Acanthocinini, de la subfamilia Lamiinae. Fue descrita por Bates en 1863.

## Descripción
Mide 7,42 mm de longitud.

## Distribución
Se distribuye por Brasil.